# Росс Макдоналд
Росс Макдоналд (англ. Ross Macdonald, 13 декабря 1915 года — 11 июля 1983 года; настоящее имя — Кеннет Миллар (англ. Kenneth Millar) — американо-канадский писатель. Наиболее известен своими романами о частном детективе Лью Арчере, которые принесли автору мировую известность.

## Биография
Кеннет Миллар родился в небольшом городе Лос-Гатос в Калифорнии, детство и юность провел в Канаде. В Канаде и США он получил высшее гуманитарное образование. Три года он служил в военно-морском флоте, в 1951 году стал доктором филологии, преподавал английский язык. Писать стал в сороковые годы. Псевдоним Росс Макдоналд впервые использовал в 1949 году, когда выпустил свой роман «Живая мишень». В этом романе впервые появился герой — частный детектив Лью Арчер, он будет использован Макдоналдом в 18 романах.
Одним из самых известных романов Макдоналда считается роман «В родном городе».
Макдональд возглавлял Ассоциацию детективных писателей США в 1965 году. Ранее, в 1957 году, пост председателя Ассоциации занимала его жена, Маргарет Миллар.

## Популярность
Несмотря на высокую оценку литературоведов, романы Макдональда не пользовались успехом у широкой публики. На протяжении двадцати лет со времени публикации первой книги серии (1949), даже после выхода в прокат голливудского блокбастера (1966) с участием звёзд первой величины, романы об Арчере продолжали выходить малыми тиражами. Большинство литературоведов объясняет это, в первую очередь, высокоинтеллектуальным литературным стилем автора, обилием цитат и отсылок к произведениям классической литературы, которые могли быть непонятными для среднестатистического американского читателя, а также отказом автора от изображения в своих книгах сцен жестокости и насилия, секса и потребительского отношения к женщине, и, не в последнюю очередь, из-за расово-этнической и политической толерантности главного героя, его молчаливой поддержки маргинальных и непопулярных на тот момент общественных движений.
Романы о приключениях Арчера позитивно оценивались, в том числе, и советскими литературными критиками, охотно публиковались в Советском Союзе и странах соцлагеря; в период застоя, в виде коротких рассказов, печатались миллионными тиражами в центральных литературных изданиях — журналах «Огонёк» и «Аврора». Всего об Арчере повествуют восемнадцать романов и ряд рассказов, написанных Макдональдом между 1946 и 1977 годом, точное количество которых неизвестно. Три из них были экранизированы.

## Произведения под именем Кеннет (Кен) Миллар

### Джо Роджерс
- Death by Water (1945) — Отравление водой [рассказ]
- Find the Woman (1946) — Ищите женщину [рассказ]

### Сэм Дрейк
- Trouble Follows Me (1946) (aka Night Train (1955)) — Беда преследует меня (Другое название: Беда идет по следу)
- The Bearded Lady (1948) — Бородатая леди [рассказ]

### Вне серии
- The Dark Tunnel (1944) (aka I Die Slowly (1955)) — Тёмный туннель (Другие названия: Туннель во мгле, Туннель во тьме)
- Blue City (1947) — Коррумпированный город (Другие названия: В родном городе, Порочный город)
- The Three Roads (1948) — Три дороги
- The Sky Hook (1948) [рассказ]
- Shock Treatment (1953) [рассказ]

## Произведение под именем Джон Макдональд

### Лу Арчер
- The Moving Target (1949) — Живая мишень

## Произведения под именем Джон Росс Макдональд

### Лу Арчер
- The Drowning Pool (1950) — Засасывающий омут
- Strangers in Town (1950) — Чужаки в городе [сюжет рассказа был использован в романе «Мертвый оскал» (The Ivory Grin)]
- The Way Some People Die (1951) — Как некоторые умирают
- The Ivory Grin (1952) — Мертвый оскал
- Gone Girl (The Imaginary Blonde) (1953) — Пропавшая девушка [рассказ]
- The Sinister Habit (The Guilty Ones) (1953) — Дурная привычка [рассказ]
- The Suicide (The Beat-Up Sister) (1953) — Самоубийство [рассказ]
- Guilt-Edged Blonde (1954) — Золотистая блондинка [рассказ]
- Wild Goose Chase (1954) — Призрачное дело [рассказ]
- Find a Victim (1954) — Найти жертву
- The Name is Archer (1955) — Моя фамилия Арчер [сборник из 7 рассказов]:
  - Find the Woman — Ищите женщину [вместо Джо Роджерса - Лью Арчер]
  - Gone Girl (The Imaginary Blonde) — Пропавшая девушка
  - The Bearded Lady — Бородатая леди  [вместо Сэма Дрейка - Лью Арчер]
  - The Suicide (The Beat-Up Sister) — Самоубийство
  - Guilt-Edged Blonde — Золотистая блондинка
  - The Sinister Habit (The Guilty Ones) — Дурная привычка
  - Wild Goose Chase — Призрачное дело

### Вне серии
- Meet Me at the Morgue (aka Experience With Evil) (1953) — Встретимся в морге (Другие названия: Свидание в морге, Испытание злом)

## Произведения под именем Росс Макдональд

### Лу Арчер
- The Angry Man (1955) — Разозлённый [сюжет рассказа был использован в романе «Посланцы судьбы» (The Doomsters)]
- The Barbarous Coast (1956) — Варварский берег
- The Doomsters (1958) — Посланцы судьбы
- The Galton Case (1959) — Дело Гэлтона
- Midnight Blue (1960) — Все мы бедные Божьи твари [рассказ]
- The Wycherly Woman (1961) — Дело Уичерли
- The Zebra-Striped Hearse (1962) — Полосатый катафалк
- The Chill (1964) — Озноб
- The Sleeping Dog (1965) — Не буди лихо пока оно тихо [рассказ]
- The Far Side of the Dollar (1965) — Оборотная сторона доллара
- Black Money (1966) — Грязные деньги
- The Instant Enemy (1968) — Притаившийся враг
- The Goodbye Look (1969) — Прощальный взгляд
- The Underground Man (1971) — Погребённый
- Sleeping Beauty (1973) — Спящая красавица
- The Blue Hammer (1976) — Голубой молоточек
- Lew Archer: Private Investigator (1977) — Лу Арчер: частный детектив [сборник из 7 рассказов из «Моя фамилия Арчер» + 2 рассказа]:
  - Find the Woman — Ищите женщину
  - Gone Girl (The Imaginary Blonde) — Пропавшая девушка
  - The Bearded Lady — Бородатая леди
  - The Suicide (The Beat-Up Sister) — Самоубийство
  - Guilt-Edged Blonde — Золотистая блондинка
  - The Sinister Habit (The Guilty Ones) — Дурная привычка
  - Wild Goose Chase — Призрачное дело
  - Midnight Blue — Все мы бедные Божьи твари
  - The Sleeping Dog — Не буди лихо пока оно тихо
- Strangers in Town (2001) — Чужаки в городе [сборник из 3 рассказов]:
  - Death by Water — Отравление водой [главный герой - Джо Роджерс]
  - Strangers in Town — Чужаки в городе
  - The Angry Man — Разозлённый
- The Archer Files (2007) — Файлы Арчера [сборник]:
  - 12 рассказов:
    - Find the Woman — Ищите женщину
    - Death by Water — Отравление водой [вместо Джо Роджерса - Лу Арчер]
    - The Bearded Lady — Бородатая леди
    - Strangers in Town — Чужаки в городе
    - Gone Girl (The Imaginary Blonde) — Пропавшая девушка
    - The Sinister Habit (The Guilty Ones) — Дурная привычка
    - The Suicide (The Beat-Up Sister) — Самоубийство
    - Guilt-Edged Blonde — Золотистая блондинка
    - Wild Goose Chase — Призрачное дело
    - The Angry Man — Разозлённый
    - Midnight Blue — Все мы бедные Божьи твари
    - The Sleeping Dog — Не буди лихо пока оно тихо

  - 11 незаконченных рассказов:
    - The 13th Day (1953) — 13-й день
    - Heyday in the Blood (1952) — Зенит в крови
    - Lady Killer (1954) — Неотразимый
    - Little Woman (1954) — Почти женщина
    - The Strome Tragedy (1955) — Стромская трагедия
    - Stolen Woman (1958) — Похищенная
    - Death Mask (1959) — Маска смерти
    - Change of Venue (1961) — Заседание переносится
    - Do Your Own Time (1963) — Каждому свой срок
    - The Count of Montevista (1964) — Граф Монтевиста
    - 100 Pesos (1965) — Сто песо

  - 29-я глава романа «Оборотная сторона доллара» (The Far Side of the Dollar)
- Archer’s Daughter — Дочь Арчера [не публиковалось]

### Вне серии
- The Ferguson Affair (1960) — Дело Фергюсона

## Экранизации
- 1966 — Харпер (по роману «Живая мишень»)
- 1975 — Подмокшее дело (по роману «Засасывающий омут»)
- 1986 — Блу-сити (по роману «В родном городе»)
- 1992 — Тайна (по роману «Последний взгляд»)